# Myiobius
Myiobius là một chi chim trong họ Tyrannidae.